# Ernest L. Jahncke
Ernest Lee Jahncke (Nova Orleães, 13 de outubro de 1877 - Nova Orleans, 16 de novembro de 1960) foi Secretário Adjunto da Marinha dos Estados Unidos de 1929 a 1933. Ele foi o primeiro, e até o escândalo da candidatura às Olimpíadas de Inverno de 2002, a única pessoa a ser expulsa do Comitê Olímpico Internacional. Ele foi removido em julho de 1936 por sua oposição aberta à realização dos Jogos Olímpicos de Verão de 1936 na Alemanha nazista.

## Biografia
Ernest Lee Jahncke nasceu em Nova Orleans em 13 de outubro de 1877. Seu pai era o construtor naval Frederick Jahncke e sua mãe Margaret (Lee) Jahncke. Ele era casado com Cora Van Voorhis Stanton (neta de Edwin M. Stanton).
Jahncke formou-se em engenharia e depois ingressou na empresa de seu pai, a Jahncke Shipbuilding Company. Membro da Sociedade Americana de Engenheiros Civis, ele foi o engenheiro que construiu o quebra - mar em Nova Orleans que vai do West End ao Forte Espanhol.
Em 1929, o presidente dos Estados Unidos, Herbert Hoover, nomeou Jahncke como secretário adjunto da Marinha, cargo que Jahncke ocupou de 1º de abril de 1929 a 17 de março de 1933. Jahncke serviu como delegado na Convenção Nacional Republicana de 1932, que renomeou o Presidente Hoover, e como suplente na Convenção Nacional Republicana de 1936, que nomeou Alfred M. Landon.
Ernest Jahncke não serviu na Câmara dos Representantes da Louisiana, mas outro Jahncke, Walter F. Jahncke, seu irmão mais novo, serviu na casa do estado de Orleans Parish como um democrata por dois mandatos de 1908 a 1916.
Como membro do Comitê Olímpico Internacional, Jahncke se opôs à realização dos Jogos Olímpicos de Inverno de 1936 e dos Jogos Olímpicos de Verão de 1936 na Alemanha nazista (os Jogos foram atribuídos à República de Weimar em 1931, mas o governo alemão foi substituído pelo Terceiro Reich de Adolf Hitler começando em 1933). Em uma carta de 25 de novembro de 1935 ao presidente do COI Henri de Baillet-Latour, Jahncke escreveu: "Nem os americanos nem os representantes de outros países podem participar dos Jogos na Alemanha nazista sem pelo menos concordar com o desprezo dos nazistas pelo jogo justo e sua exploração sórdida dos Jogos". Em julho de 1936, Jahncke foi expulso do COI por sua oposição aberta à realização das Olimpíadas na Alemanha. Ele foi sucedido como membro do COI por Avery Brundage.
Jahncke morreu em 16 de novembro de 1960.